# All Systems Go
All Systems Go – album amerykańskiej piosenkarki Donny Summer wydany w 1987 roku przez Geffen Records.
W przeciwieństwie do poprzednich albumów piosenkarki, materiał na All Systems Go został napisany i wyprodukowany przez wielu różnych autorów i producentów. Stylistycznie płyta była mieszanką popu, R&B i rocka. Album nie osiągnął sukcesu komercyjnego i wszedł na listy sprzedaży w zaledwie kilku krajach. Mimo to, pierwszy singel „Dinner with Gershwin” okazał się sporym przebojem na Wyspach Brytyjskich. Następny singel, „Only the Fool Survives”, osiągnął niewielki sukces w Kanadzie, a nagranie tytułowe – w Wielkiej Brytanii.

## Lista utworów
Strona 1
1. „All Systems Go” – 4:13
2. „Bad Reputation” – 4:14
3. „Love Shock” – 4:16
4. „Jeremy” – 4:40
5. „Only the Fool Survives” (oraz Mickey Thomas) – 4:42

Strona 2
1. „Dinner with Gershwin” – 4:39
2. „Fascination” – 4:30
3. „Voices Cryin’ Out” – 5:20
4. „Thinkin’ Bout My Baby” – 6:20

## Notowania
| Kraj                              | Pozycja |
| --------------------------------- | ------- |
| Holandia (MegaCharts)             | 72      |
| Stany Zjednoczone (Billboard 200) | 122     |
| Szwecja (Sverigetopplistan)       | 27      |